# Пешковский, Александр Матвеевич
Алекса́ндр Матве́евич Пешко́вский (11 (23) августа 1878, Томск — 27 марта 1933, Москва) — русский и советский лингвист, профессор, один из пионеров изучения русского синтаксиса; также занимался вопросами практического преподавания русского языка в школах.

## Биография
Из еврейской купеческой семьи. Когда он был ребёнком, семья приняла лютеранство. В 1889 году семья переехала в Ялту, где его отец, иркутский купец второй гильдии Моисей Яковлевич Пешковский, приобрёл дачу на набережной напротив Александровского сквера около Ливадского моста (после его смерти — не позднее 1893 года — дачей в Джалите некоторое время владела его вдова Александра Николаевна Пешковская).
Окончил ялтинскую Александровскую прогимназию, потом с золотой медалью Феодосийскую мужскую гимназию. Познакомился в юности с Максимилианом Волошиным (с которым учился в одном классе гимназии) и дружил с ним многие годы. Учился на естественном и на историко-филологическом факультетах Московского университета, откуда дважды был уволен за участие в студенческих волнениях; изучал также естествознание в Берлинском университете. Окончил историко-филологический факультет Московского университета в 1906 году; своими учителями считал Ф. Ф. Фортунатова и В. К. Поржезинского. Преподавал русский и латинский язык в московских гимназиях. 
Неудовлетворённость уровнем преподавания русского языка заставила Пешковского обратиться к научным исследованиям и создать главную книгу своей жизни — многократно переиздававшуюся монографию «Русский синтаксис в научном освещении» (1-е издание — 1914, отмечено премией Академии наук; 3-е, радикально переработанное издание — 1928). Книга родилась в результате восьмилетней учительской работы, из желания познакомить своих 14-15-летних учеников с настоящей научной грамматикой родного языка. Вместе со своим читателем Пешковский размышляет, наблюдает и исследует, приводя множество придуманных им остроумных и занимательных лингвистических экспериментов.
С 1921 года преподавал в Первом МГУ и других московских вузах. Написал также ряд статей по русской грамматике и несколько работ, посвящённых методике преподавания русского языка в школе, в том числе пособие «Наш язык» (1922—1927).
Ученик А. М. Пешковского по Поливановской гимназии В. Г. Шершеневич посвятил учителю раздел «Ломать грамматику» в своей программной книге «2 × 2 = 5» (1920).
Умер в 1933 году. Похоронен на Новодевичьем кладбище (участок № 3, ряд 22, место 6).

## Семья
Жена — Людмила Сергеевна Пешковская (1890—1968).
Племянники (сыновья его старшего брата Артура) — журналист и прозаик Александр Артурович Пешковский (1905—?), во время заключения печатался в «Соловецких островах»; мичман Лев Артурович Пешковский (Понсард; 1894—1936), Георгиевский кавалер; прапорщик Арнольд Артурович Пешковский (Арнольд-Вольдемар-Матеус Пешковский, 1892—?), полярник, участник Ленского похода.
Его двоюродный брат — врач-венеролог Носон Яковлевич Пешковский (1870—?) — приходился дедом режиссёру Майку Николсу.

## Вклад в науку
Книга «Русский синтаксис в научном освещении» занимает особое место в русистике: она написана не академическим учёным для узкого круга коллег, а преподавателем, обеспокоенным слабой «научной обеспеченностью» своего предмета, для широкого круга читателей (в том числе публицистические интонации во многих местах книги). Эти качества обеспечили многолетний успех книги у разнообразной аудитории. Современные русисты также оценивают книгу Пешковского высоко: не найдя ответы на многие занимавшие его вопросы у академических коллег (главным образом, исследователей доминировавшей тогда консервативной школы Ф. И. Буслаева), Пешковский вынужден был во многих случаях выступать как первопроходец и сумел найти проницательные решения многих трудных проблем русского синтаксиса (пусть и сформулированные часто намеренно «бесхитростным» и «ненаучным» языком). На концепцию Пешковского в какой-то степени повлияли взгляды А. А. Шахматова; имеется определённая общность между концепцией Пешковского и возникшими несколько десятилетий спустя фундаментальными идеями Л. Теньера.
К основным идеям Пешковского принадлежит характерное и для последующей русской традиции представление о «семантичности» синтаксиса, то есть стремление выделить значения, выражаемые синтаксическими конструкциями, а не простое формальное описание этих конструкций. Пешковский вплотную подошёл к использованию «древесного» представления синтаксической структуры в виде дерева зависимостей; он один из первых широко пользовался лингвистическим экспериментом и «отрицательным» языковым материалом. Пешковский также может считаться одним из открывателей необычайно важной для русского языка области «малого синтаксиса» и идиоматичных синтаксических конструкций, глубокое исследование которой по существу началось только в последней трети XX века. Наконец, Пешковский — один из пионеров изучения русской интонации, как в книге, так и в ряде специальных статей (например, «Интонация и грамматика», 1928) доказывавший её фундаментальную роль для описания русского синтаксиса. Он первым показал, что интонация может быть грамматическим средством там, где предлоги, окончания и порядок слов «не дорабатывают».